# Martin Bullock
Martin Bullock (5 de marzo de 1975 en Derby) es un exfutbolista inglés que se desempeñaba como mediocampista y actual director técnico del Waitakere United Youth, participante de la ASB Youth League, liga Sub-20 de Nueva Zelanda.

## Carrera

### Jugador
Su debut oficial lo realizó con el Eastwood en el año 1992. En 1993 fue trasferido al Barnsley donde jugó 6 años consecutivos, luego pasó al Port Vale donde jugó una sola temporada, para terminar volviendo al Barnsley. En 2001 recaló en el Blackpool donde jugó 4 años, llegando a jugar un año en la Premier League inglesa. En 2005 llegó al Macclesfield Town, jugando solo dos temporadas, lo abandonó para jugar en Wycombe Wanderers solo una temporada, para finalmente, recalar en el Waitakere United neozelandés en 2009, donde jugó hasta que en 2012 terminó con su carrera futbolística.

#### Clubes
| Club                            | País          | Año         |
| ------------------------------- | ------------- | ----------- |
| Eastwood Football Club          | Inglaterra    | 1992 - 1993 |
| Barnsley Football Club          | Inglaterra    | 1993 - 1999 |
| Port Vale Football Club         | Inglaterra    | 1999 - 2000 |
| Barnsley Football Club          | Inglaterra    | 2000 - 2001 |
| Blackpool Football Club         | Inglaterra    | 2001 - 2005 |
| Macclesfield Town Football Club | Inglaterra    | 2005 - 2007 |
| Wycombe Wanderers               | Inglaterra    | 2007 - 2008 |
| Waitakere United                | Nueva Zelanda | 2009 - 2012 |

### Entrenador
En 2013 fue contratado como el técnico del Waitakere United Youth, la reserva del elenco de Waitakere que participa en la ASB Youth League.

#### Clubes
| Club                                        | País          | Año         |
| ------------------------------------------- | ------------- | ----------- |
| Waitakere United Youth                      | Nueva Zelanda | 2013 - 2015 |
| Selección de futbol sub-17 de Nueva Zelanda | Nueva Zelanda | 2020        |